# اچ‌ام‌اس سلوت (پی۲۶۱)
اچ‌ام‌اس سلوت (پی۲۶۱) (به انگلیسی: HMS Sleuth (P261)) یک زیردریایی بود که طول آن ۲۱۷ فوت (۶۶ متر) بود. این زیردریایی در سال ۱۹۴۴ ساخته شد.